# グアム産交
グアム産交（グアムさんこう）とは、かつて九州産業交通が海外事業部を設立し、グアム島に現地法人として存在した乗合バス事業会社である。

## 沿革
- 1971年7月 - グアム島に自動車運送事業のグアム産交を設立。
- 2005年3月 - 九州産業交通の債務超過により産業再生機構の支援の下、子会社整理の対象となり、当社の所有株式を全部売却。会社清算を行い解散。同時にサイパン島にあったサイパン産交も閉鎖した事により、九州産交の海外事業部は廃止された。

## かつておこなっていた事業内容
- 一般貸切旅客運送事業
  - 主に島内の観光客向けとして島内全域において営業（グアム国際空港にも常時待機していた）。車体は日本の本社貸切車（現在の九州産交観光）と同様の赤白のストライプライン（かつての旧式塗装）が用いられていたほか、メーカーにおいても日野自動車製のミドルデッカーが使用され、まさに日本からの進出企業を大きくアピールしていたと言っても過言ではない。